# Посавські Бреги
Посавські Бреги (хорв. Posavski Bregi) — населений пункт у Хорватії, у Загребській жупанії у складі міста Іванич-Град.

## Населення
Населення за даними перепису 2011 року становило 816 осіб.
Динаміка чисельності населення поселення:

## Клімат
Середня річна температура становить 10,95 °C, середня максимальна — 25,88 °C, а середня мінімальна — -6,39 °C. Середня річна кількість опадів — 850 мм.
| Клімат поселення                              | Клімат поселення | Клімат поселення | Клімат поселення | Клімат поселення | Клімат поселення | Клімат поселення | Клімат поселення | Клімат поселення | Клімат поселення | Клімат поселення | Клімат поселення | Клімат поселення | Клімат поселення |
| Показник                                      | Січ.             | Лют.             | Бер.             | Квіт.            | Трав.            | Черв.            | Лип.             | Серп.            | Вер.             | Жовт.            | Лист.            | Груд.            |                  |
| Середній максимум, °C                         | 6,16             | 8,43             | 13,00            | 17,59            | 22,87            | 25,88            | 24,94            | 24,11            | 20,16            | 14,92            | 9,28             | 5,10             |                  |
| Середня температура, °C                       | −0,11            | 2,17             | 6,70             | 11,31            | 16,58            | 19,60            | 21,03            | 20,20            | 16,26            | 11,05            | 5,36             | 1,21             |                  |
| Середній мінімум, °C                          | −6,39            | −4,11            | 0,45             | 5,02             | 10,31            | 13,33            | 17,14            | 16,31            | 12,37            | 7,14             | 1,47             | −2,68            |                  |
| Норма опадів, мм                              | 49               | 47               | 56               | 66               | 75               | 90               | 77               | 81               | 80               | 81               | 85               | 63               |                  |
| Середньомісячна швидкість вітру, м/с          | 1.90             | 2.10             | 2.50             | 2.40             | 2.20             | 2.00             | 1.95             | 1.80             | 1.80             | 1.80             | 1.90             | 1.90             |                  |
| Середньомісячна сонячна радіація, кДж/м²·день | 4155             | 6913             | 10601            | 15059            | 19303            | 21261            | 22194            | 19475            | 14203            | 8793             | 4570             | 3341             |                  |
| --------------------------------------------- | ---------------- | ---------------- | ---------------- | ---------------- | ---------------- | ---------------- | ---------------- | ---------------- | ---------------- | ---------------- | ---------------- | ---------------- | ---------------- |
| Джерело:                                      |                  |                  |                  |                  |                  |                  |                  |                  |                  |                  |                  |                  |                  |